# Johnny Czarninski
Johnny Czarninski Baier (Guayaquil, 19 de octubre de 1947-Guayaquil, 22 de agosto de 2024) fue un  comerciante, empresario, cónsul y filántropo ecuatoriano de origen judío.

## Biografía
Johnny Czarninski Baier nació el 19 de octubre de 1947, en Guayaquil, Ecuador, de origen judío, su padre fue el empresario Alfredo Czarninski, fundador de Corporación el Rosado, y su madre Ruth Baier.
Fue propietario de Corporación El Rosado, con varias líneas de supermercados como Mi Comisariato, centros comerciales, cines, restaurantes y franquicias internacionales.
También fue Cónsul General de Israel y Cónsul Honorario de Israel. Desempeñó un papel activo en promover la religión judía en Ecuador. Anualmente, organizó una cena conmemorativa para celebrar la independencia del Estado de Israel. Además, fungió como representante visible de las donaciones realizadas por el Estado de Israel a diversas entidades gubernamentales ecuatorianas, incluyendo municipios, prefecturas y dependencias estatales, en el marco de misiones de asistencia social.
En 2018 lanzó un libro sobre la historia de su familia, titulado “¡No oigo nada, no te muevas, ya voy para allá!”.
Falleció a la edad de 76, el 22 de agosto de 2024. Habiendo sido sepultado, en la tarde del mismo día, en el Cementerio Judío, ubicado en el Camposanto Parque de la Paz en Guayaquil.